# Droga I/41 (Czechy)
Droga krajowa 41 (cz. Silnice I/41) – droga krajowa w południowych Czechach na terenie Brna. Arteria łączy obwodnicę miejską Brna z dużym węzłem autostrady D1 i D2 na południowych obrzeżach miasta. Ze swoją długością (2,987 km) jest drugą najkrótszą drogą krajową I kategorii w Czechach.